# Binderella bistriata
Binderella bistriata is een hooiwagen uit de familie Assamiidae. De wetenschappelijke naam van Binderella bistriata gaat terug op Roewer.